# Densidade de drenagem
Reflecte a influências das características topográficas, litológicas, pedológicas e da cobertura vegetal e incorpora a influência antrópica e permite saber se a bacia tem uma boa drenagem ou não e assim a sua tendência para a ocorrência de cheias.
A densidade de drenagem (km/km²) (Dd) é calculada pela divisão do Comprimento total de todos os segmentos (L) pela área da bacia em quilómetros (A) (Dd=L/A. Pode variar de 0,5 km/km² (bacias mal drenadas devido a elevada permeabilidade ou precipitação escassa) a 3,5 km/km² (bacias excepcionalmente bem drenadas ocorrendo em áreas com elevada precipitação ou muito impermeáveis).

## Classificação quanto à densidade
- Grosseira – em termos litológicos há uma rocha extremamente permeável (predomina a infiltração, existindo pouco escorrência à superfície);
- Média (B) – é mais permeável que a primeira;
- Fina (C)– é uma rocha extremamente impermeável (predomina a escorrência à superfície). É característica de xistos que têm uma grande impermeabilidade, uma vez que as argilas da sua decomposição são muito absorventes e incham, não permitindo que a água se infiltre nas suas fendas.

Pode ser utilizado para o cálculo do coeficiente de torrencialidade.